# Schopflilien
Die Schopflilien (Eucomis), auch Ananaslilien genannt, sind eine Pflanzengattung innerhalb der Familie der Spargelgewächse (Asparagaceae). Die etwa zehn Arten sind in Afrika südlich der Sahara verbreitet und werden dort Pineapple Flower (englisch), Pineapple Lily (englisch), Wildepynappel (Afrikaans), Krulkoppie (Afrikaans) oder Umathunga (Zulu) genannt. Einige Arten werden als Zierpflanzen verwendet.

## Beschreibung

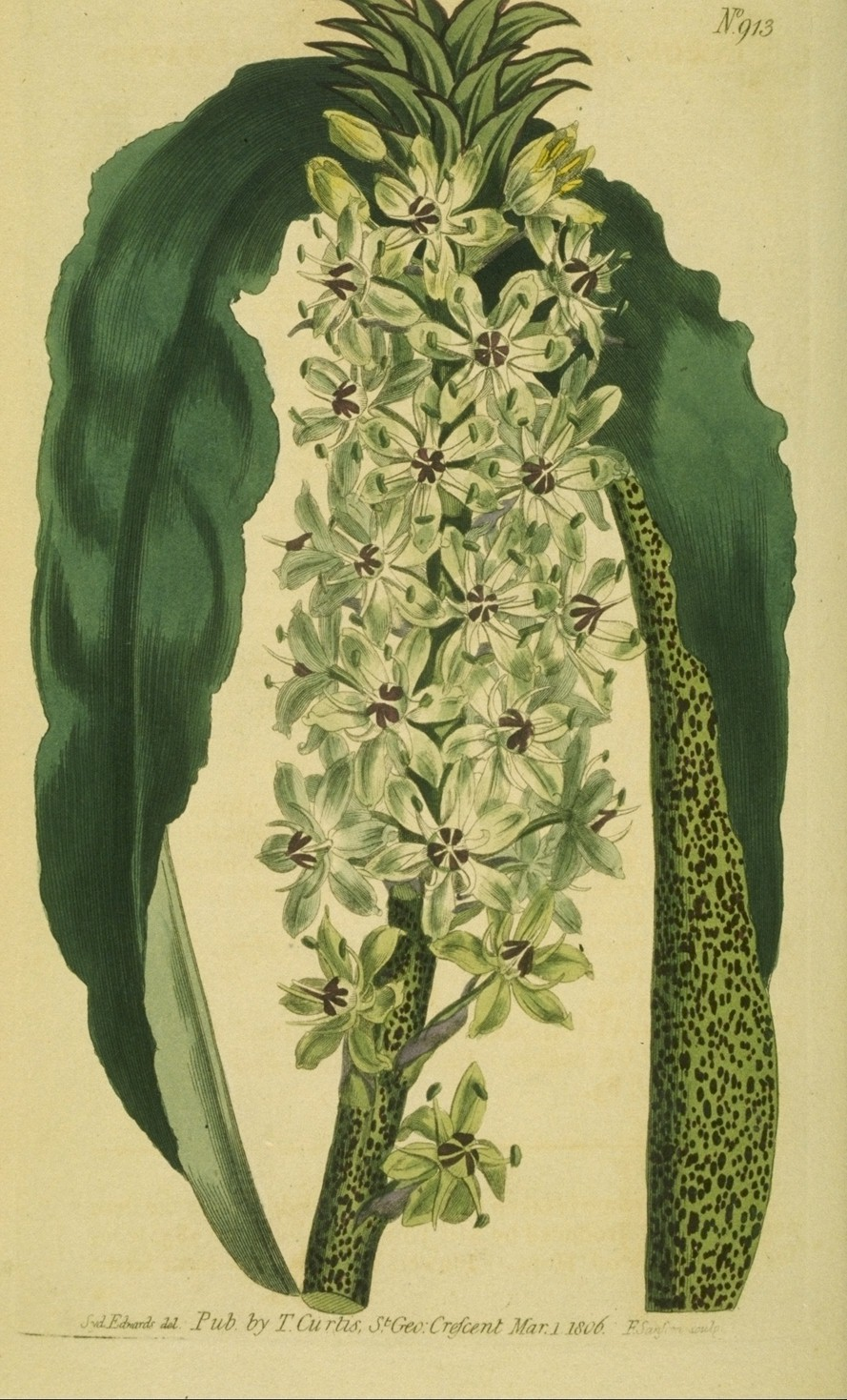
Illustration von Eucomis comosa aus Curtis’s Botanical Magazine, Tafel 913

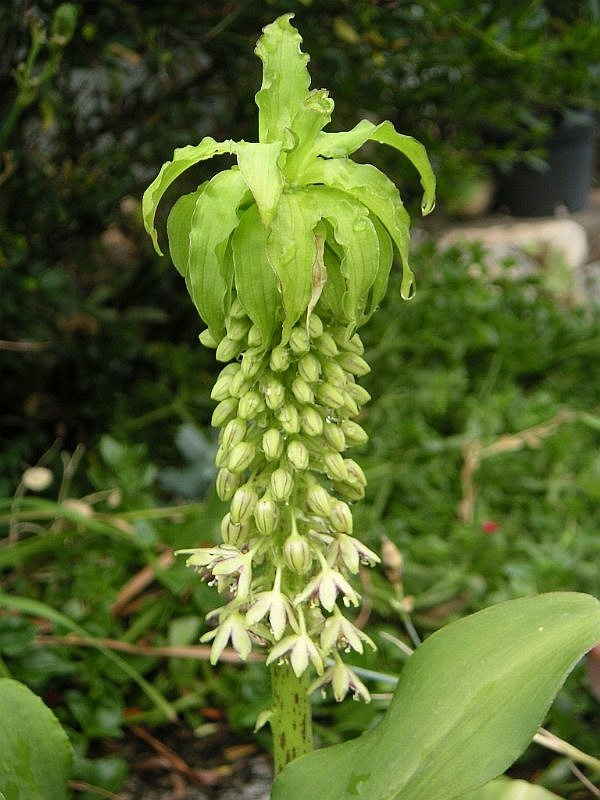
Blütenstand mit krönendem Blätterschopf von Eucomis bicolor

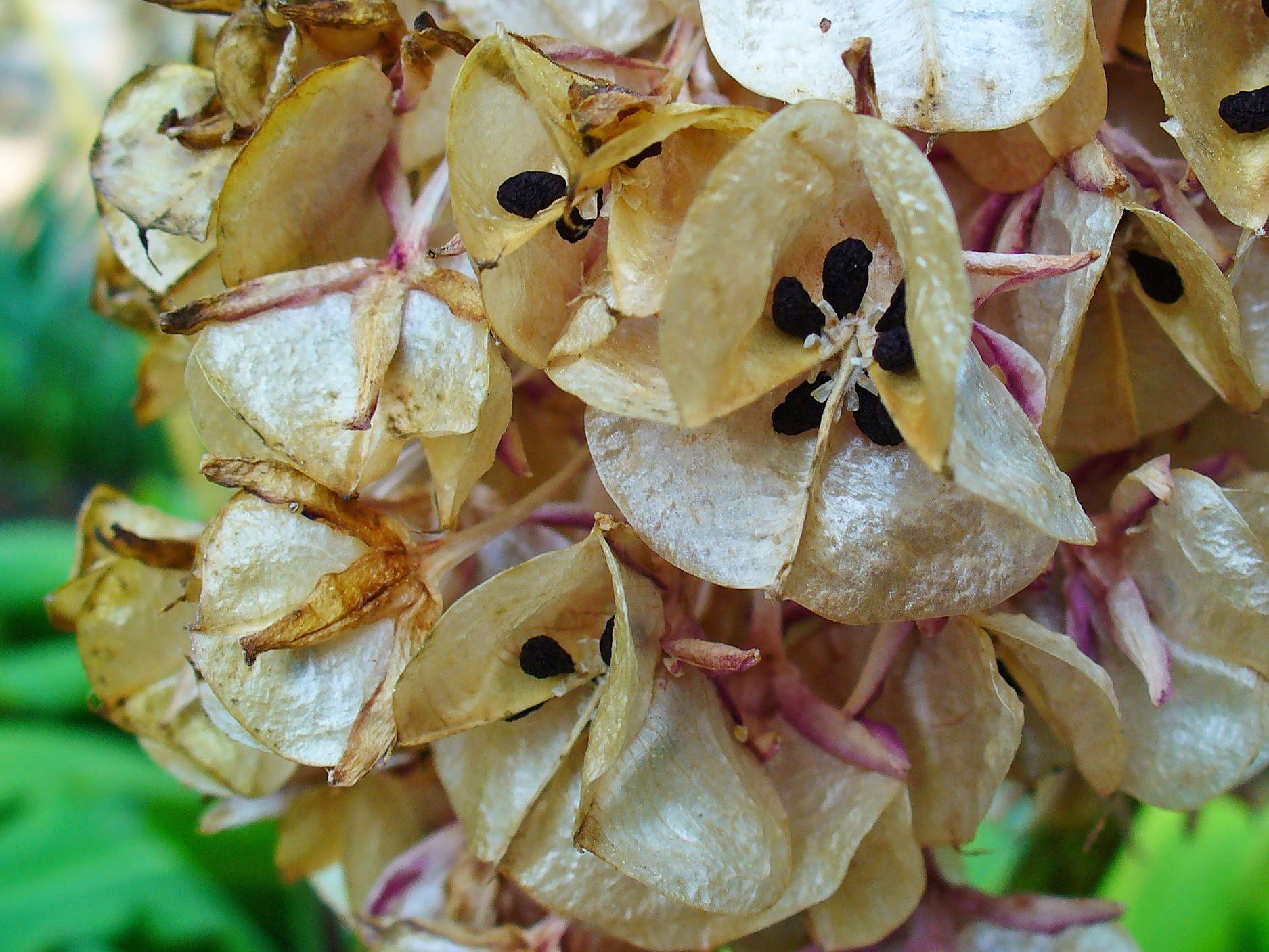
Offene Kapselfrüchte von Eucomis bicolor enthalten schwarze Samen

### Erscheinungsbild und Blätter
Eucomis-Arten wachsen als ausdauernde krautige Pflanzen, die je nach Art Wuchshöhen von 6 bis 120 Zentimeter erreichen. Diese Geophyten bilden birnenförmige oder kugelige, oft große Zwiebeln mit einer pergamentartigen, dunkelbraunen bis schwarzen Ummantelung („Tunika“) als Überdauerungsorgane aus.
Einige bis viele fast aufrechte bis niederliegende Laubblätter stehen in einer grundständigen Rosette zusammen. Die einfachen, linealischen bis lanzettlichen oder verkehrt-lanzettlichen Blattspreiten sind kahl, glatt, glänzend und manchmal besitzen sie purpurfarbene Flecken oder Streifen. Es liegt Parallelnervatur vor.

### Blütenstände und Blüten
Endständig auf mehr oder weniger langen, einfarbigen oder gefleckten Blütenstandsschäften stehen dichte, traubige Blütenstände, die viele Blüten enthalten und von einem Kranz nach oben hin kleiner werdender, laubblattähnlicher, weißlicher oder grünlicher, manchmal purpurfarben gefleckter Hochblätter (coma) gekrönt werden (daher der botanische Gattungsname und einige der Trivialnamen in mehreren Sprachen). Die spreizend bis mehr oder weniger hängend, gestielten Blüten stehen in der Achsel kleiner Deckblätter.
Die Blüten der Eucomis-Arten sind untereinander morphologisch sehr ähnlich und unterscheiden sich am meisten in den Farbschattierungen. Die manchmal riechenden, zwittrigen Blüten sind dreizählig. Die sechs gleichgeformten, haltbaren Blütenhüllblätter sind an ihrer Basis verwachsen, ausgebreitet bis fast aufrecht und stehen becher- bis schüsselförmig zusammen. Der unverwachsene Teil der Blütenhüllblätter ist mehr oder weniger nach außen gebogen. Die Farben der Blütenhüllblätter sind weiß bis grünlich und oft purpurfarben gefleckt oder getönt, selten (Eucomis schijffii) sind sie vollständig purpurfarben. Es sind zwei Kreise mit je drei Staubblättern vorhanden. Die dreieckig verbreiterten Staubfäden sind zu einem flachen Becher und mit der Basis der Blütenhüllblätter verwachsen. Die drei Fruchtblätter sind zu einem fast kugeligen, oberständigen Fruchtknoten verwachsen. Je Fruchtknotenkammer sind einige Samenanlagen vorhanden. Der Griffel ist etwa gleich lang wie der Fruchtknoten.

### Früchte und Samen
Die pergamentartigen, eiförmigen und im Querschnitt dreikantigen Kapselfrüchte enthalten in jedem Fruchtfach einige Samen. Die glänzend braunen bis schwarzen Samen sind fast kugelig bis eiförmig.

### Chromosomenzahlen
Die Chromosomengrundzahl beträgt x = 15.

## Ökologie
Form und Farbe der Blüten von Eucomis schijffii und Eucomis regia lassen vermuten, dass sie von Wespen und Fliegen bestäubt werden. Einige Arten riechen unangenehm und locken damit Fliegen zur Bestäubung an.

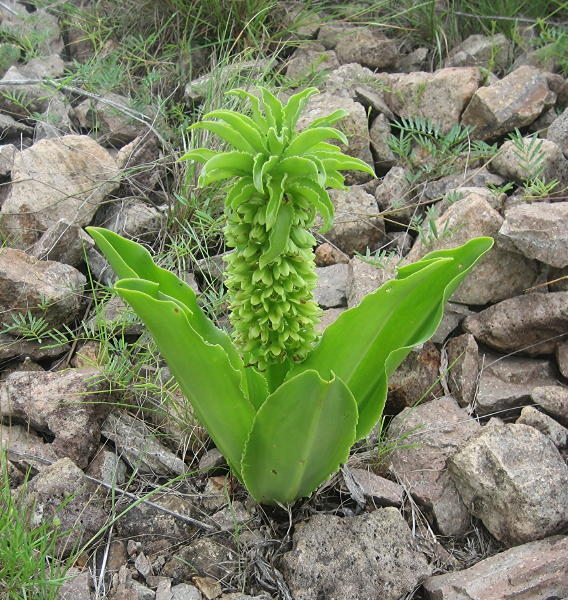
Gewellte Schopflilie (Eucomis autumnalis)

## Vorkommen und Gefährdung
Die Gattung Eucomis ist vom südlichen tropischen Afrika bis Südafrika verbreitet. Drei Arten sind Florenelemente der Capensis.
Neun Arten gedeihen in Sommerregengebieten. Nur Eucomis regia gedeiht in Winterregengebieten. Die meisten Arten kommen nur oder hauptsächlich in größeren Höhenlagen in montanten bis subalpinen Höhenstufen auf Wiesen vor.
Einige Arten sind der Roten Liste der gefährdeten Arten Südafrikas gelistet: „Vulnerable“ = „gefährdet“ ist Eucomis vandermerwei. Eucomis bicolor und Eucomis pallidiflora subsp. pole-evansii gelten als „Near Threatened“ = „gering gefährdet“. Eucomis humilis, Eucomis schijffii und Eucomis pallidiflora subsp. pallidiflora werden in Südafrika als „Least Concern“ = „nicht gefährdet“ bewertet.

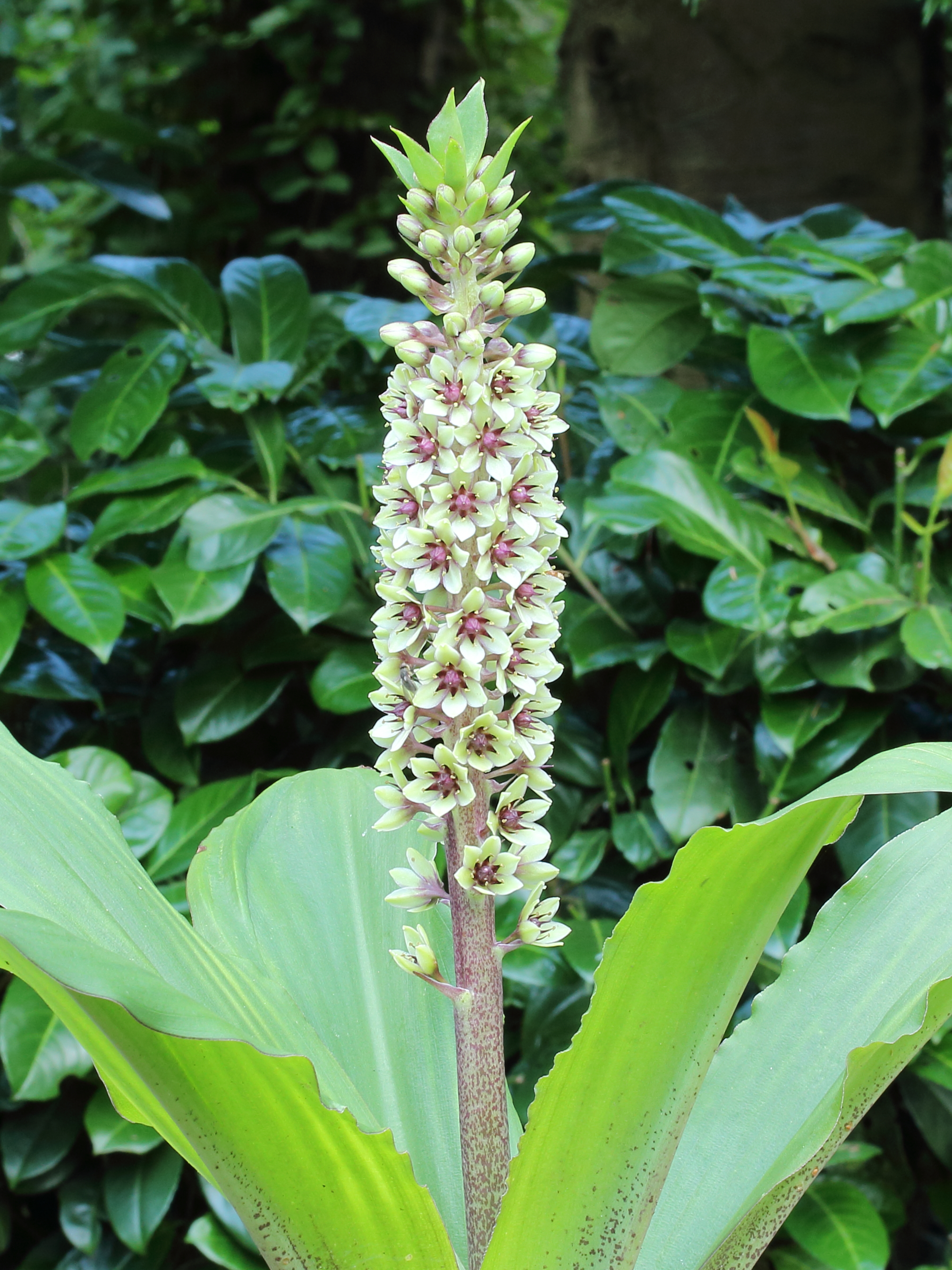
Eucomis montana

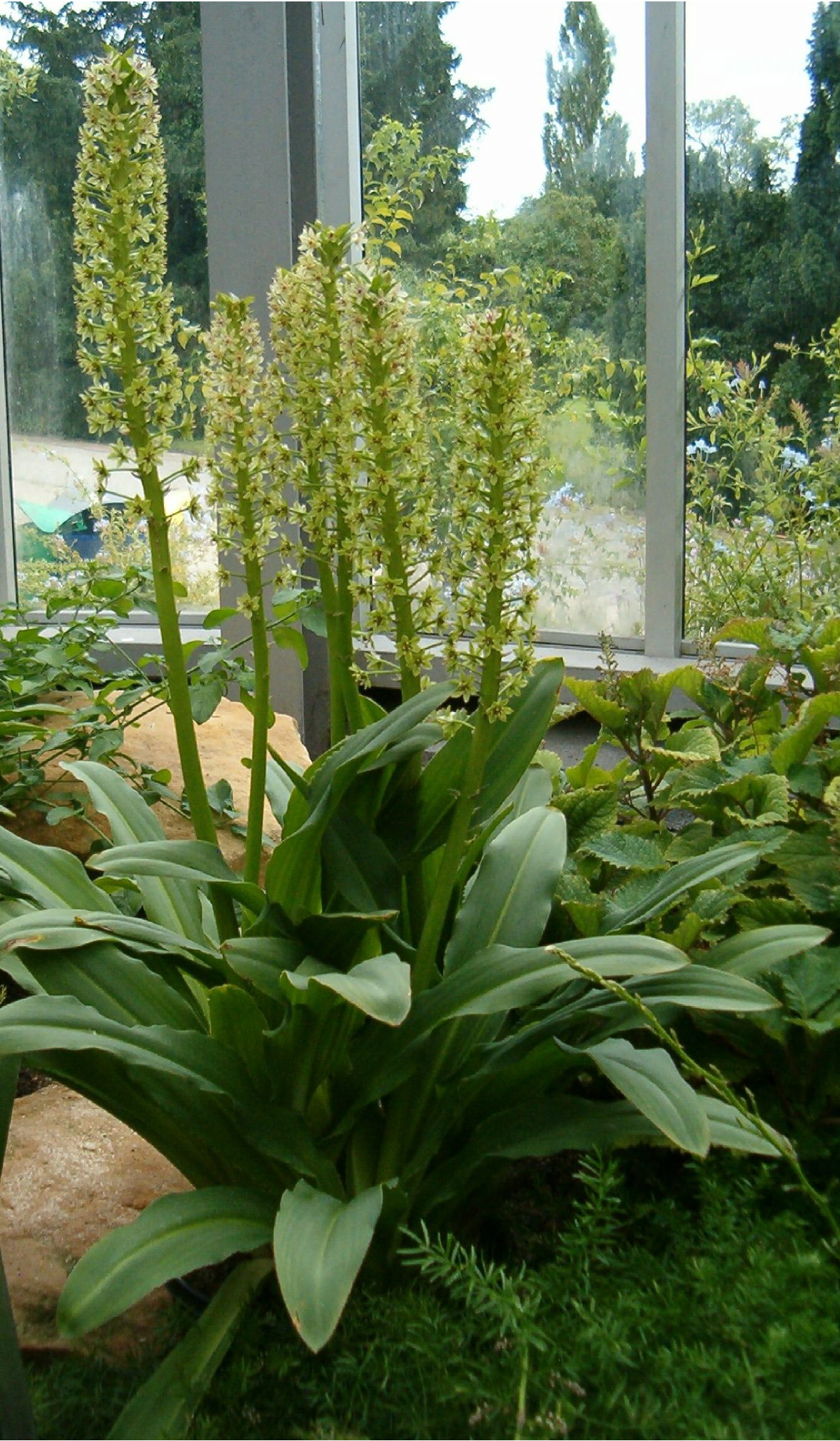
Habitus, Laubblätter und Blütenstände von Eucomis pallidiflora

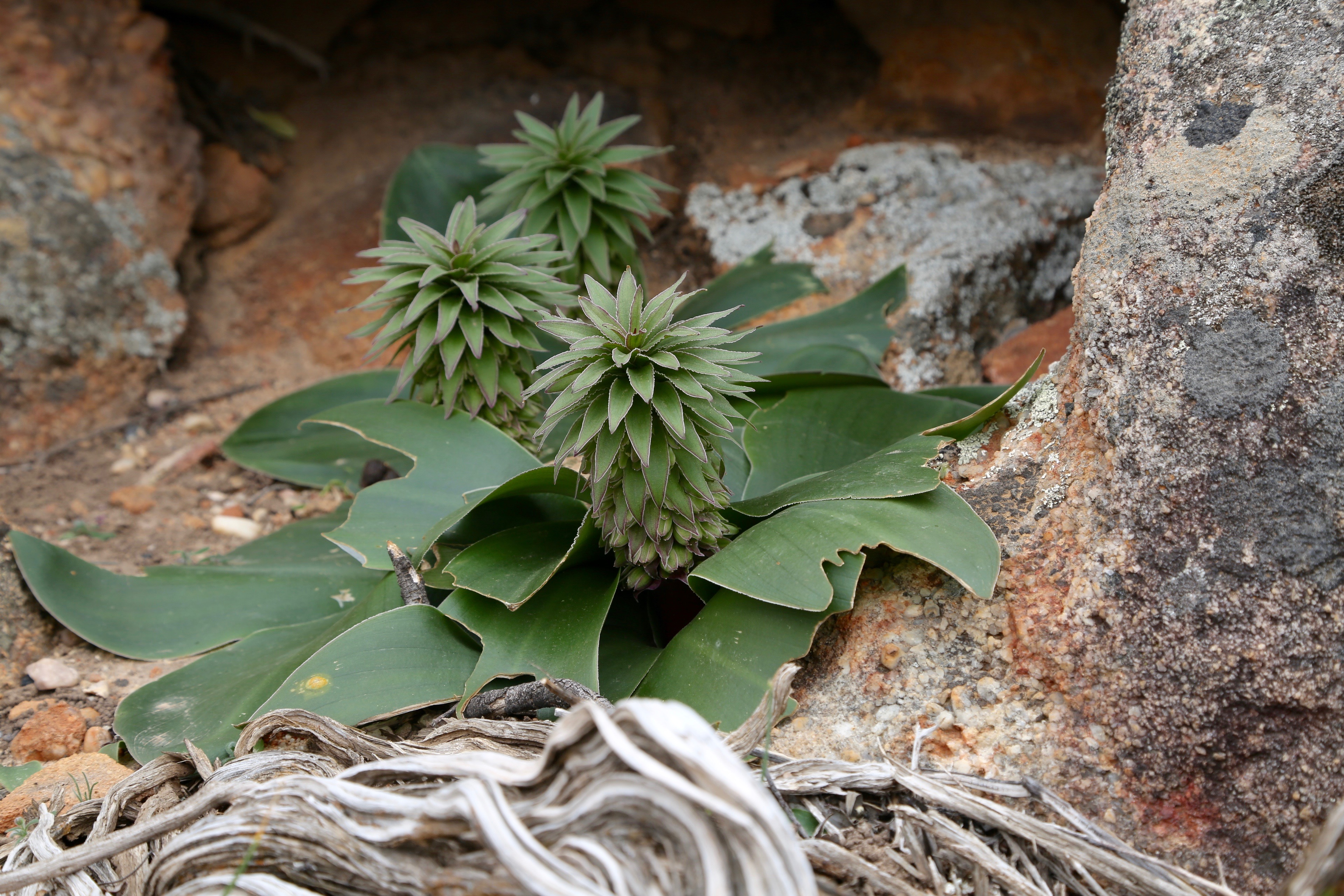
Habitus, Laubblätter und Blütenstände von Eucomis regia

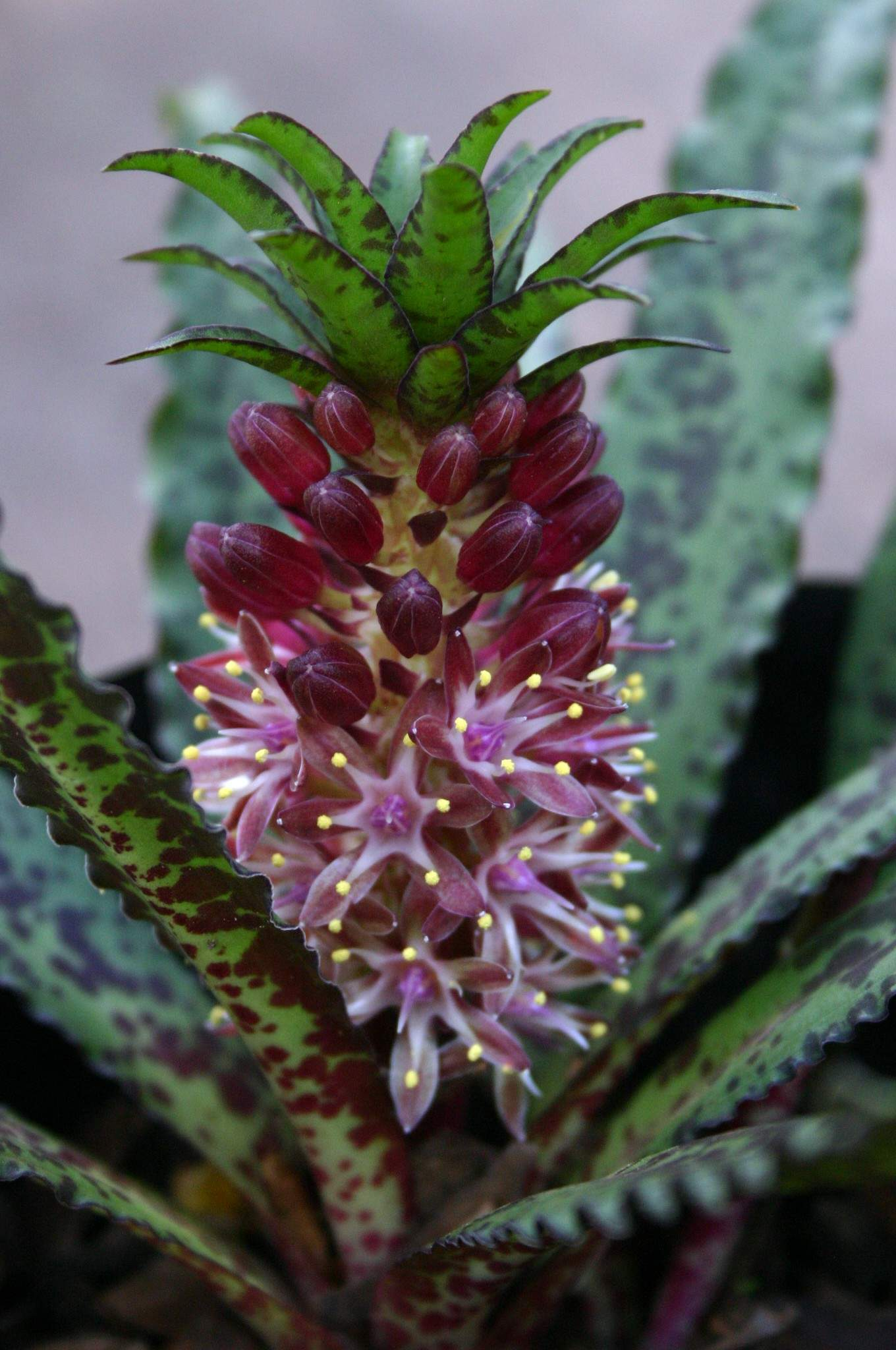
Gefleckte Laubblätter und Blütenstand von Eucomis vandermerwei

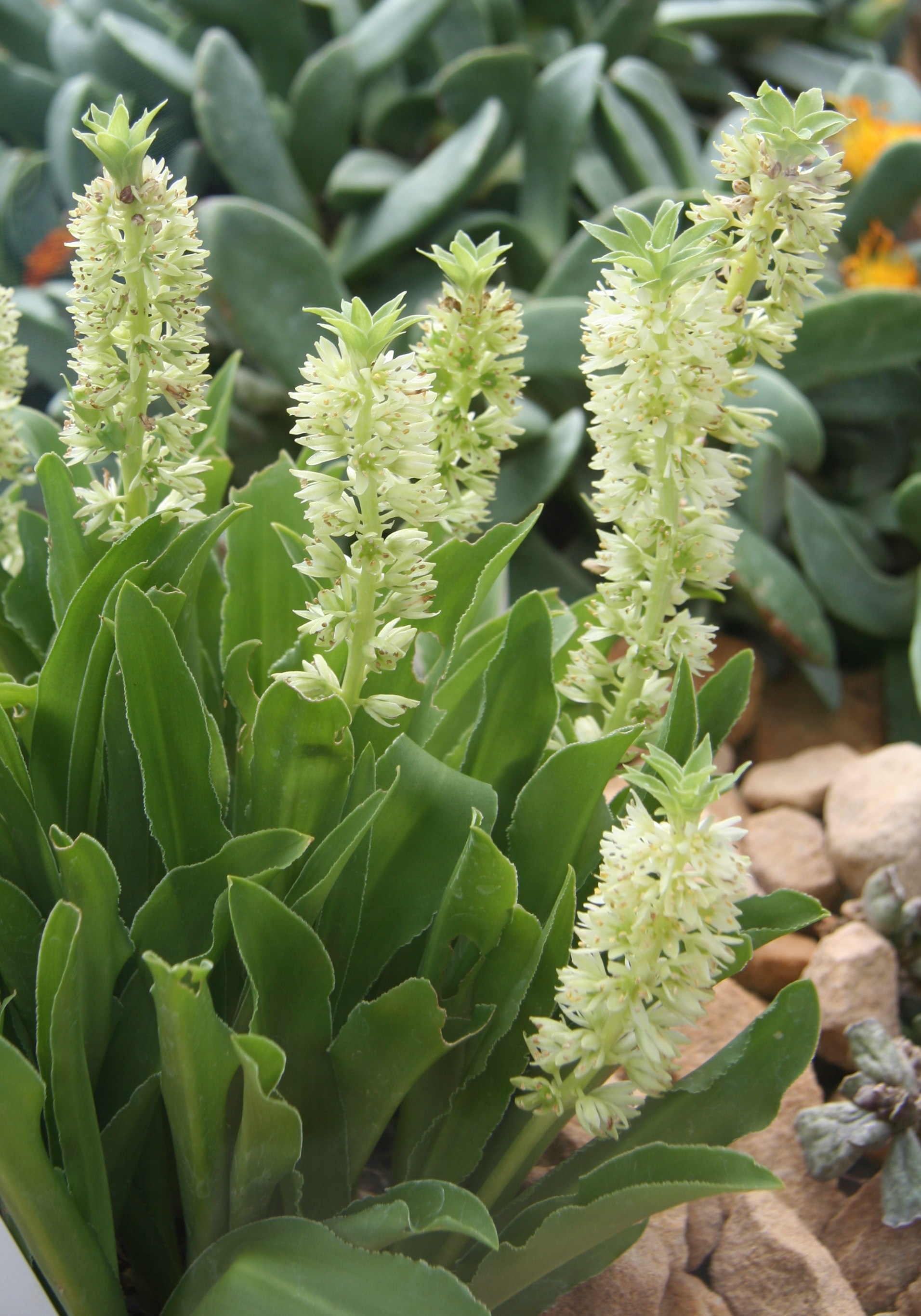
Habitus, Laubblätter und Blütenstände von Eucomis zambesiaca

## Systematik
Die Gattung Eucomis wurde 1788 durch Charles Louis L’Héritier de Brutelle im 17. Band seines Sertum Anglicum aufgestellt. Der Gattungsname Eucomis leitet sich vom altgriechischen Wort Eukomos (eu für „gut“ und come für „Haar“) ab und bedeutet „schön behaart“, dies bezieht sich auf die den Blütenstand krönenden Blätter. Eucomis L'Hér. nom. cons. ist nach den Regeln der ICBN konserviert (Vienna ICBN Art. 14.4 & App. III) gegenüber Basilaea Juss. ex Lam. nom. rej. Ein weiteres verbreitetes Synonym für Eucomis L'Hér. ist Eucomea Sol. ex Salisb.
Die Gattung Eucomis gehört zur Subtribus Massoniinae aus der Tribus Hyacintheae in der Unterfamilie der Scilloideae innerhalb der Familie Asparagaceae. Sie wurde früher in die Familien Hyacinthaceae oder Liliaceae eingeordnet.
Es gibt etwa zehn Eucomis-Arten:
- Gewellte Schopflilie (Eucomis autumnalis (Mill.) Chitt.): Sie kommt in Südafrika, Eswatini, Lesotho, Botswana, Simbabwe und Malawi vor. Dort gedeiht sie in offenen Grasländern, zwischen Felsen oder in Sümpfen in Höhenlagen von 0 bis 2450 Metern. In Südafrika gehen die Bestände zurück. Es gibt drei Unterarten:
  - Eucomis autumnalis subsp. amaryllidifolia (Baker) Reyneke (Sie wird von manchen Autoren auch als eigene Art, Eucomis amaryllidifolia Baker angesehen): Sie kommt im Ostkap vor.[10]
  - Eucomis autumnalis (Mill.) Chitt. subsp. autumnalis (Syn.: Fritillaria longifolia Hill, Eucomis regia L'Hér. nom. illeg., Eucomis undulata Aiton, Ornithogalum undulatum (Aiton) Thunb., Basilaea undulata (Aiton) Mirb.)
  - Eucomis autumnalis subsp. clavata (Baker) Reyneke (Syn.: Eucomis clavata Baker, Eucomis robusta Baker)
- Eucomis bicolor Baker: Sie kommt in KwaZulu-Natal, Free State und Lesotho in größeren Höhenlagen bis zu 2800 Meter vor. Dort gedeiht sie in montanen Wiesen entlang von Fließgewässern und feuchtkühlen Felswänden in den Drakensbergen. Sie gilt in Südafrika als „Near Threatened“ = „gering gefährdet“.[10]
- Eucomis comosa (Houtt.) Wehrh. (Syn.: Asphodelus comosus Houtt., Eucomis punctata L'Hér., Fritillaria punctata (L'Hér.) J.F.Gmel., Ornithogalum punctatum (L'Hér.) Thunb., Eucomea elata Salisb., Basilaea punctata (L'Hér.) Mirb., Eucomis punctata var. striata Ker Gawl., Eucomis striata (Ker Gawl.) W.T.Aiton, Eucomis punctata var. concolor Baker): Sie kommt in den beiden südafrikanischen Provinzen Ostkap und KwaZulu-Natal vor. Die Bestände gehen zurück.[10]
- Eucomis grimshawii G.D.Duncan & Zonn.: Sie wurde 2010 erstbeschrieben. Dieser seltene Endemit kommt nur in der südafrikanischen Provinz Ostkao in Drakensberg, von Ben MacDhui bis Naude's Nek Pass vor. Sie gedeiht nur an schattigen Standorten unter Felsenüberhängen auf saisonal feuchten Grashügeln. Trotz des sehr kleinen Areals ist gilt sie nicht als gefährdet.[10]
- Eucomis humilis Baker: Dieser Endemit kommt nur in KwaZulu-Natal vor und ist „Least Concern“ = „nicht gefährdet“. Er gedeiht in montanen bis subalpinen Wiesen in den Drakensbergen.[10]
- Eucomis montana Compton: Sie kommt in Mpumalanga und Eswatini vor. Die Bestände gehen zurück.
- Eucomis pallidiflora Baker: Sie gedeiht in Gebirgsmooren und Küstengrasländern. Es gibt zwei Unterarten:
  - Eucomis pallidiflora Baker subsp. pallidiflora: Sie kommt in den beiden südafrikanischen Provinzen Ostkap und KwaZulu-Natal vor und ist „Least Concern“ = „nicht gefährdet“.[10]
  - Eucomis pallidiflora subsp. pole-evansii (N.E.Br.) Reyneke ex J.C.Manning (Syn.: Eucomis pole-evansii N.E.Br.): Sie kommt nur in Mpumalanga vor und ist „Near Threatened“ = „gering gefährdet“.
- Eucomis regia (L.) Aiton (Fritillaria regia L., Basilaea regia (L.) Mirb., Fritillaria nana Burm. f., Basilaea coronata Lam., Eucomis nana (Burm.f.) L'Hér., Ornithogalum nanum (Burm. f.) Thunb., Eucomea humilis Salisb., Eucomea regalis Salisb., Basilaea nana (Burm. f.) Mirb., Eucomis purpureocaulis Andrews, Eucomis macrophylla Baker, Eucomis pillansii L.Guthrie, Whiteheadia nana (Burm. f.) J.W.Ingram): Sie kommt in den beiden südafrikanischen Provinzen Nordkap und Westkap vor. Sie ist „Least Concern“ = „nicht gefährdet“.[10]
- Eucomis schijffii Reyneke: Sie kommt in den beiden südafrikanischen Provinzen Ostkap und KwaZulu-Natal vor. Sie ist „Least Concern“ = „nicht gefährdet“.[10]
- Eucomis vandermerwei Verd.: Sie kommt in Limpopo und Mpumalanga in Höhenlagen von 2200 bis 2500 Metern vor und ist „Vulnerable“ = „gefährdet“.[10]
- Eucomis zambesiaca Baker: Sie kommt nur in Limpopo vor und ist „Least Concern“ = „nicht gefährdet“.[10]

## Nutzung
Eucomis autumnalis subsp. autumnalis, Eucomis bicolor, Eucomis comosa, Eucomis pallidiflora subsp. pole-evansii (auch Riesen-Schopflilie genannt) werden als Zierpflanzen genutzt. In frostfreien Gebieten werden sie in Parks sowie Gärten verwendet und in Gebieten mit Frost kultiviert man sie als Kübelpflanzen. Sie eignen sich auch als haltbare Schnittblumen.
Obwohl die Zwiebeln giftig sind, werden von Eucomis autumnalis und Eucomis vandermerwei Zubereitungen daraus in der Volksmedizin bei vielen Krankheiten verwendet.